# Березовський (Алапаєвський міський округ)
Бере́зовський (рос. Берёзовский) — селище у складі Алапаєвського міського округу (Верхня Синячиха) Свердловської області.
Населення — 19 осіб (2010, 101 у 2002).
Національний склад населення станом на 2002 рік: росіяни — 91 %.